# Stizocera consobrina
Stizocera consobrina är en skalbaggsart som beskrevs av Pierre Émile Gounelle 1909. Stizocera consobrina ingår i släktet Stizocera och familjen långhorningar.
Artens utbredningsområde är Paraguay. Inga underarter finns listade i Catalogue of Life.